# گلسنگ برگ‌برگ

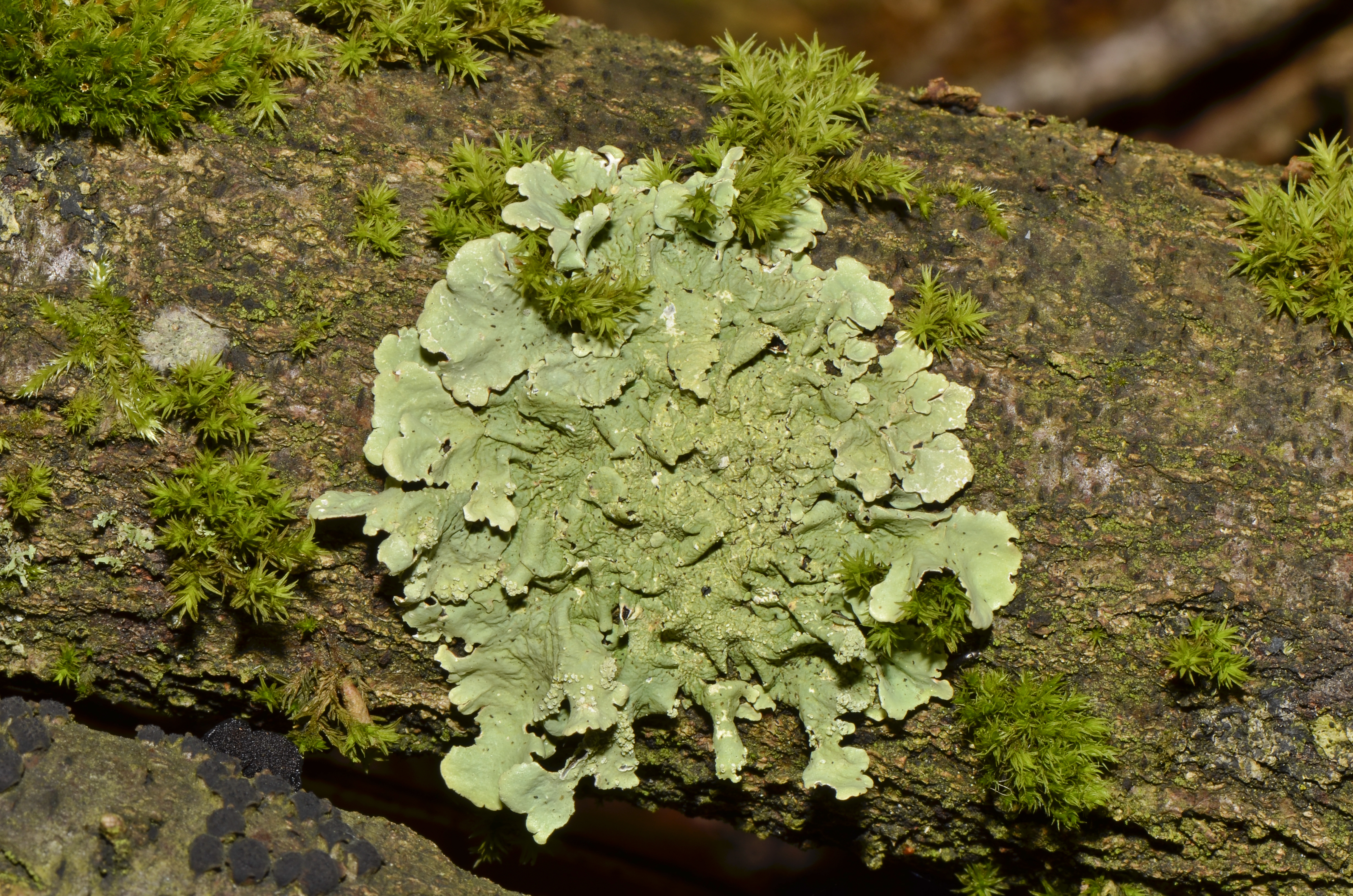
گلسنگ سبزسپر نمونه‌ای از گلسنگ برگ‌برگ است.

گُلسَنگِ بَرگ‌بَرگ (انگلیسی: Foliose lichen) یکی از انواع گلسنگ‌ها است. گلسنگ ارگانیسم پیچیده‌ای است که از رابطه همزیستی بین قارچ‌ها و یک شریک فتوسنتزی، معمولاً جلبک، به وجود می‌آید. این همکاری به گلسنگ اجازه می‌دهد تا در آب و هوای متنوعی زندگی کند؛ از کوه‌های سرد و خشک گرفته تا دره‌های مرطوب و گرم.
سه نوع اصلی گلسنگ وجود دارد: پوسته‌ای، برگ‌برگ و بوته‌ای. گلسنگ‌های برگ‌برگ با ریسه‌های برگی پهن و پوست بالایی و پایینی مشخص می‌شوند. بسیاری از آنها لایه‌های متعددی دارند که طبقه‌بندی شده‌اند و به شناسایی انواع مختلف کمک می‌کنند. گلسنگ‌های برگ‌برگ به‌وسیله نخینه‌ها (هیف‌ها) در پوست زیرین با ساختارهای ریشه‌ای کوچکتر به نام لَنگَرَک (Rhizine) به سطوح می‌چسبند.
گلسنگ‌ها نقش مهمی از نظر زیست‌محیطی دارند. آنها منبع غذایی بسیاری از حیوانات مانند آهو، بز و کاریبو هستند و به عنوان مصالح ساخت‌وساز برای لانه پرندگان استفاده می‌شوند. برخی از گونه‌ها حتی می‌توانند در آنتی‌بیوتیک‌ها استفاده شوند. آنها همچنین یک شاخص مفید برای سطح آلودگی جو هستند.

## تولید مثل
تولید مثل گلسنگ برگ‌برگ می‌تواند به صورت غیرجنسی یا جنسی اتفاق بیفتد. تولید مثل جنسی به یک شریک قارچی و فتوسنتزی نیاز دارد. فتوبیونت یک بار در همزیستی با شریک قارچی خود ساختارهای تولید مثلی قابل تشخیصی تولید نخواهد کرد، بنابراین این وظیفه شریک قارچی است که تولید مثل را برای گلسنگ ادامه دهد. برای اینکه تولید مثل گلسنگ انجام شود، شریک قارچی باید میلیون‌ها هاگ جوانه‌زن تولید کند که با هم ترکیب می‌شوند و یک زیگوت تشکیل می‌دهند که سپس باید یک فوتوبیونت سازگار پیدا کند. این فتوبیونت با زیگوت ترکیب می‌شود و در داخل قارچ‌ها زندگی می‌کند و گلسنگ ایجاد می‌کند. 
شریک قارچی در بیشتر گلسنگ‌های برگ‌برگ، آسکومیت‌هایی با هاگ‌هایی به نام آسکوماتا هستند. اجسام میوه گلسنگ معمولاً یکی از دو شکل را تشکیل می‌دهند. آپوتسیا که شبیه به دیسک یا فنجان است و هاگ خود را در سطح بالایی خود تولید می‌کند. و پریتسیا که به شکل فلاسک‌هایی هستند که یک لایه تولیدکننده هاگ را با یک سوراخ در بالا در بر می‌گیرند. از آنجایی که تولید مثل جنسی ناکارآمد است، گلسنگ در صورت امکان از طریق تولید مثل رویشی به صورت غیرجنسی زادآوری می‌کند. 
گلسنگ برگ‌برگ از ایسیدیا استفاده می‌کند که برآمدگی‌های انگشتی استوانه‌ای‌شکل از قشر فوقانی است که بافت جلبک و قارچ در آن گنجانده شده‌است. آن‌ها به راحتی جدا شده و توسط باد منتقل می‌شوند و یک گلسنگ جدید را تشکیل می‌دهند.